# Duna (film, 1984)
Duna je výpravný sci-fi film Davida Lynche z roku 1984. Byl natočen podle stejnojmenného románu Franka Herberta o pouštní planetě Arrakis. Ve filmu hrála řada významných herců, film patřil ve své době k nejnákladnějším filmovým dílům, ale byl komerčně neúspěšný.
Postupně se film stal kultovní záležitostí. Existuje několik různých verzí (sestřihů).

## Děj filmu
Příběh se odehrává se v roce 10191. Lidmi obývaná část vesmíru je pod vládou císaře, jednotlivé planety patří různým feudálním rodům. O dopravu mezi planetami se stará vesmírná gilda kosmických navigátorů, která je závislá na droze, koření z planety Arrakis. V příběhu svou velkou roli sehrává ženský náboženský řád Bene Gesserit, schopný vyšlechtit nadčlověka, který umí vidět do budoucnosti. Tím je, ač to dlouho sám neví, Paul, syn později v příběhu zavražděného vévody Atreida. Paul musí i se svou matkou uniknout do pouště, k Fremenům, schopných ovládat nebezpečné obří červy. Paul s jejich pomocí vrahy svého otce i s císařem v Svaté válce porazí a stane se vládcem planety i novým císařem.

## Osoby a obsazení
(pořadí podle uvedení v titulcích)
| Francesca Annis                                   | Lady Jessica                                |
| Leonardo Cimino                                   | Lékař Vladimira Harkonena                   |
| Brad Dourif                                       | Piter de Vries                              |
| José Ferrer                                       | Padišáh Imperátor Shaddam IV                |
| Linda Hunt                                        | Šedout Mapes (fremenka)                     |
| Freddie Jones                                     | Thufir Hawat                                |
| Richard Jordan                                    | Duncan Idaho                                |
| Kyle MacLachlan                                   | Paul Atreides                               |
| Virginia Madsen                                   | Princezna Irulán                            |
| Silvana Mangano                                   | Ctihodná matka Ramallo                      |
| Everett McGill                                    | Stilgar (frementský náčelník)               |
| Kenneth McMillan                                  | Baron Vladimir Harkonnen                    |
| Jack Nance                                        | Kapitán Iakin Nefud                         |
| Siân Phillips                                     | Ctihodná matka Gaius Helena Mohiamová       |
| Angélica Aragón                                   | Sestra Bene Gesseritu                       |
| Jürgen Prochnow                                   | Vévoda Leto Atreides                        |
| Paul L. Smith (v titulcích jako Paul Smith)       | Bestie Rabban                               |
| Patrick Stewart                                   | Gurney Halleck                              |
| Sting                                             | Feyd-Rautha (synovec Vladimira Harkonena)   |
| Dean Stockwell                                    | Doktor Wellington Yueh                      |
| Max von Sydow                                     | Doktor Kynes                                |
| Alicia Witt (v titulcích jako Alicia Roanne Witt) | Alia                                        |
| Sean Young                                        | Chani (Paulova fremenská konkubína)         |
| Honorato Magaloni                                 | Otheym (v titulcích jako Honorato Magalone) |
| Judd Omen                                         | Jamis                                       |
| Molly Wryn                                        | Harah (Jamisova žena)                       |

## Výroba a ocenění filmu
Příprava k natáčení byla zdlouhavá a komplikovaná. Točit se začalo v Mexiku až po dokončení sedmé verze scénáře. Na výrobě filmu se podílelo 600 techniků, 15000 statistů a proto také náklady dosáhly 40 milionů dolarů. Díky mnohým příznivcům známého románu byl sice film navštěvován, ale ne natolik, aby byla natočena další pokračování (román jich má pět).
Na filmu se také podílel velice známý švýcarský umělec H. R. Giger (zakladatel biomechanického surrealismu) jenž pomáhal s nákresy, designem a nábytkem pro tento film.